# Grupo DequeDéque

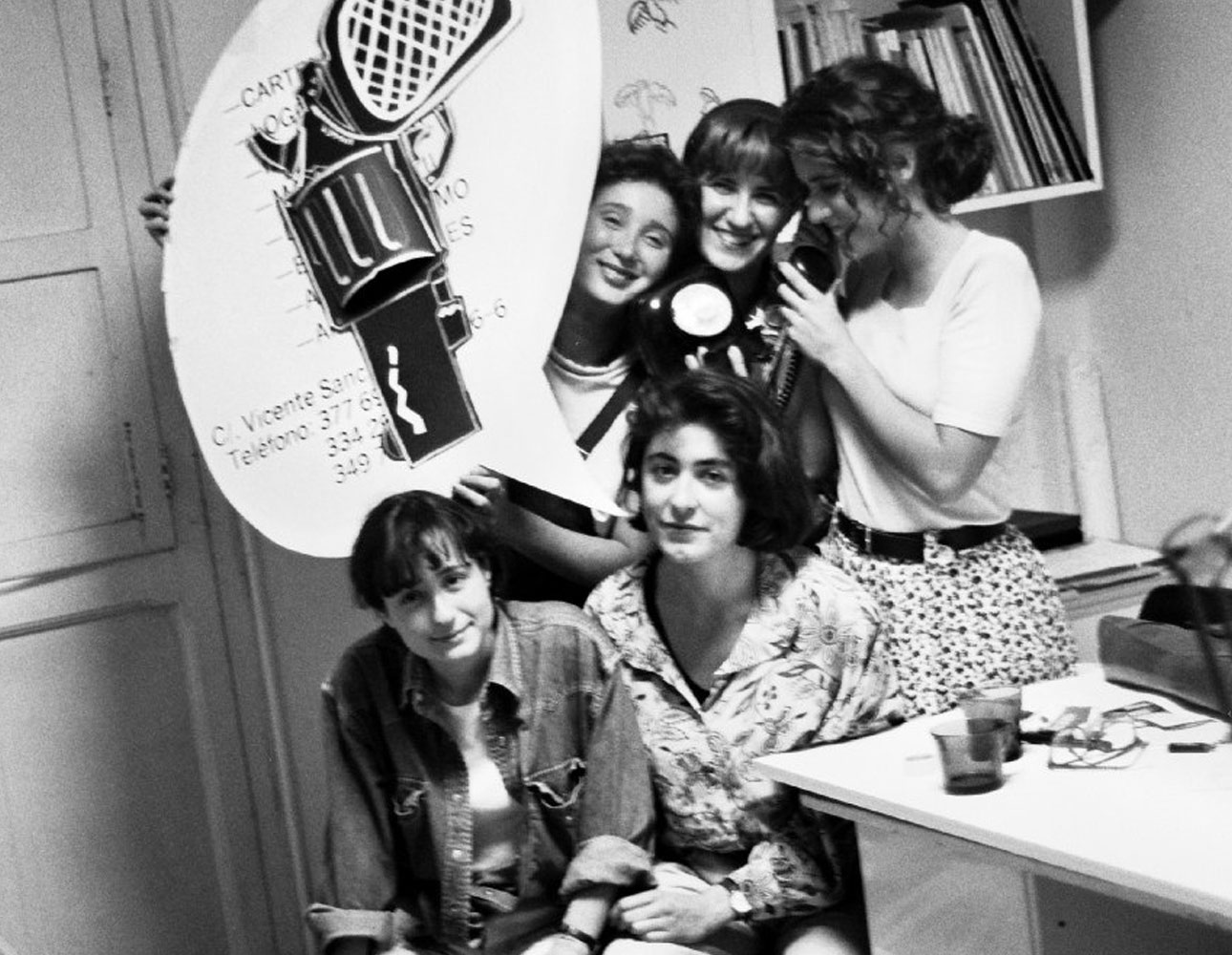
Integrantes del grupo artístico valenciano DequeDéque.

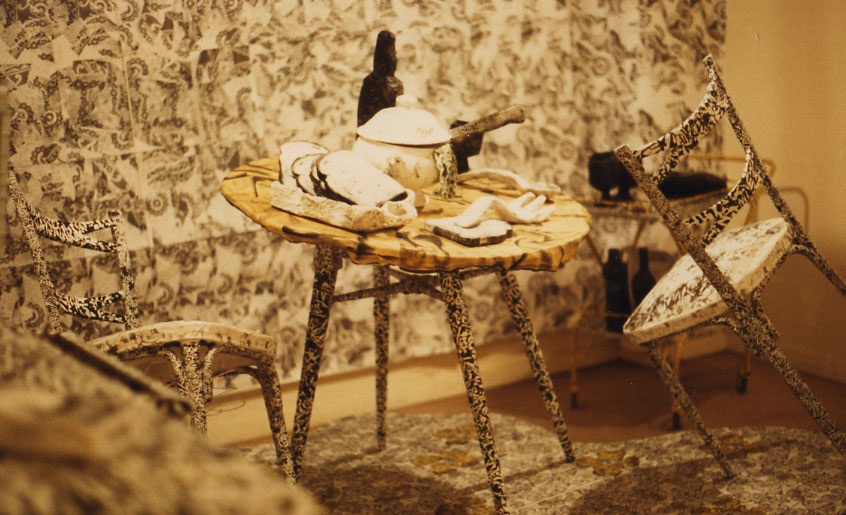
Instalación del grupo Dequedéque en la II Bienal de Electrografía (Valencia).

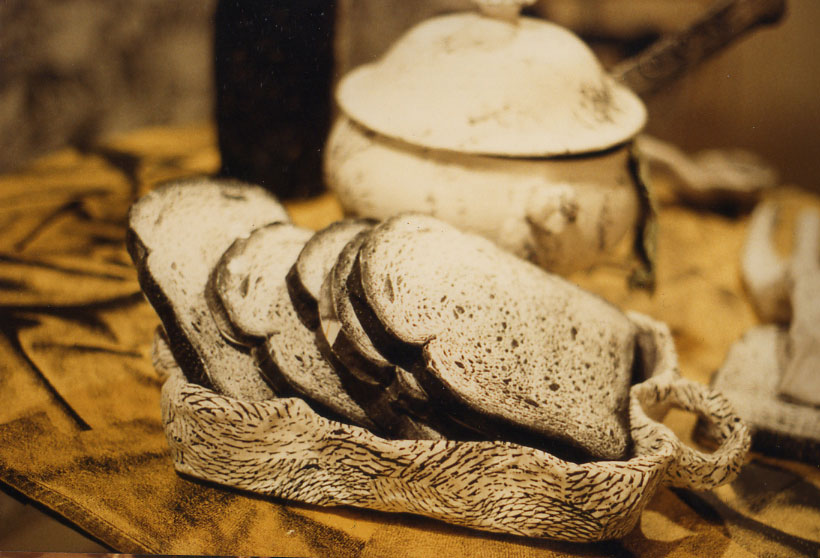
Detalle de la instalación del grupo Dequedéque en la II Bienal de Electrografía (Valencia).

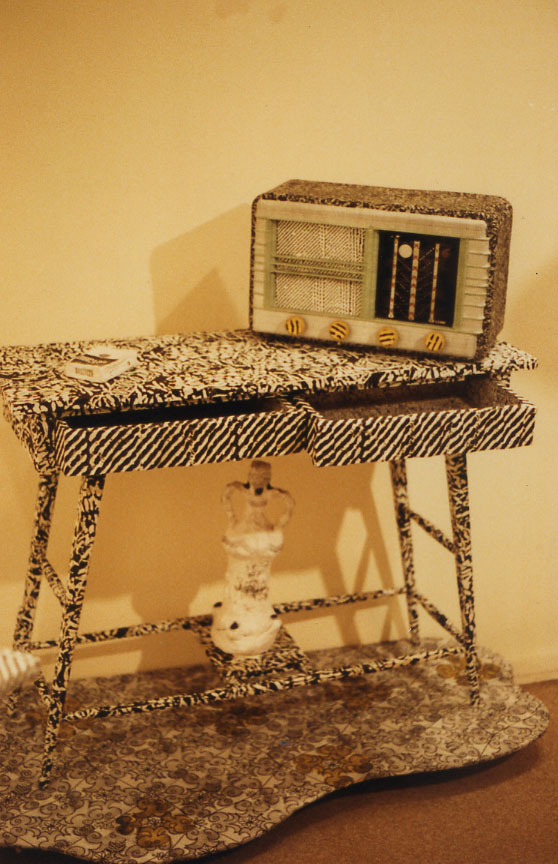
Detalle de la instalación del grupo Dequedéque en la II Bienal de Electrografía (Valencia).

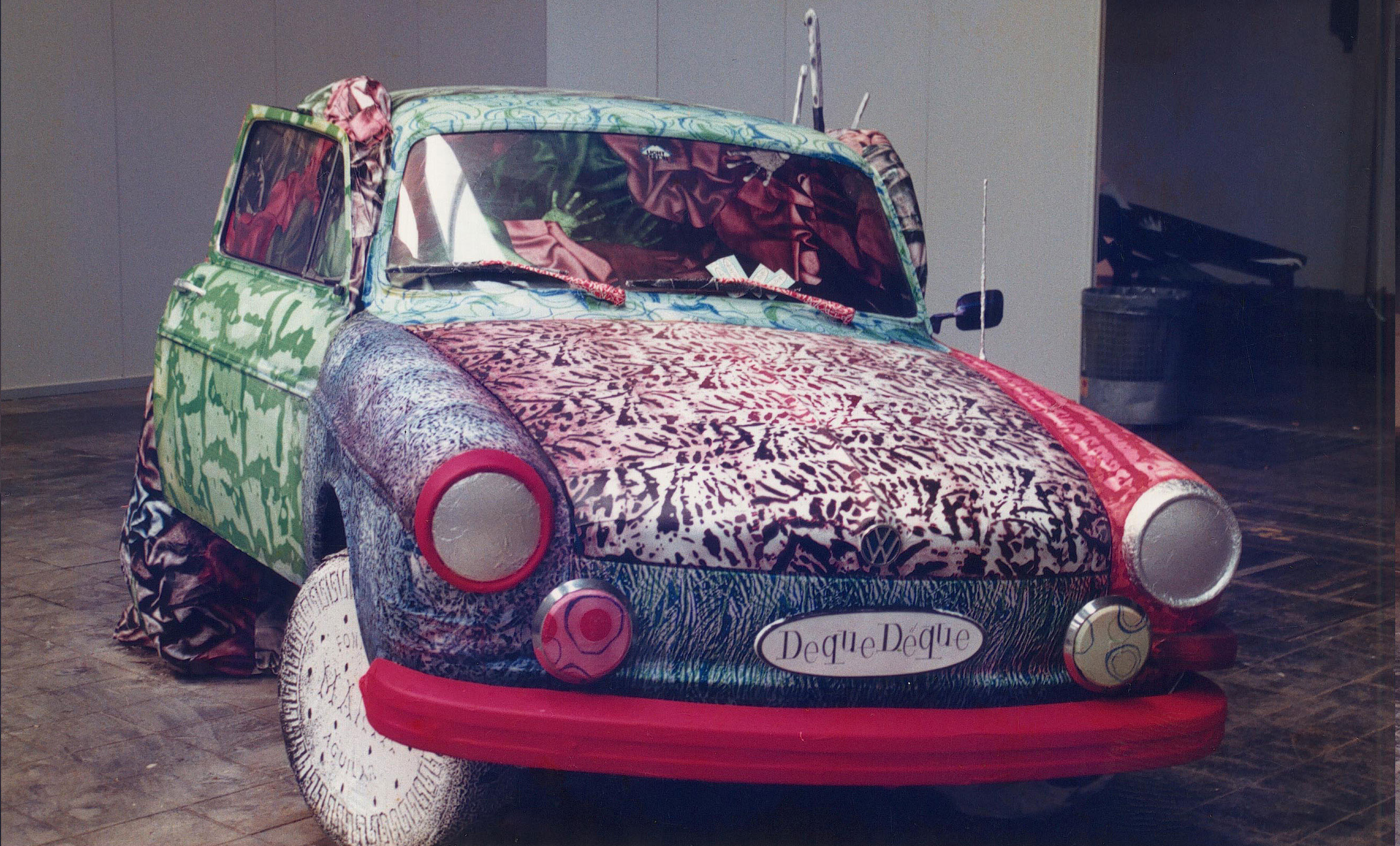
Instalación del grupo Dequedéque en Summer Attelier (Hannover, Alemania)

DequeDéque fue un grupo artístico valenciano integrado por Elena Ferrer, Cristina Gutiérrez, Amparo Montoya, Lourdes Ortún y Amparo Simó. Su producción artística se engloba dentro del arte electrográfico y el Copy Art. 

## Historia
El grupo DequeDéque surgió en 1987 y estaba compuesto por Elena Ferrer, Cristina Gutiérrez, Amparo Montoya, Lourdes Ortún y Amparo Simó, amigas y estudiantes de 3er curso de Bellas Artes, a raíz de su asistencia a un curso de Electrografía y Copy Art impartido por Fernando Ñíguez Canales y José Ramón Alcalá en la Facultad de Bellas Artes de la Universidad Politécnica de Valencia. En el curso se trataba el uso de fotocopiadoras en la creación de producciones artísticas. Esta técnica fue el punto de partida para todos los trabajos del grupo DequeDéque. No se disponía de ordenadores, todo se hacía manualmente, y gracias a estas máquinas descubrieron una forma sencilla y muy expresiva de manipulación de imágenes y textos.
Las repeticiones y ampliaciones sucesivas de imágenes y objetos reales (plantas, alimentos), creaban texturas sorprendentes. Todo servía como motivo, estampado o textura para jugar, principalmente en carteles y más tarde aplicado sobre objetos reales. Partiendo de esto y usando métodos tradicionales como el collage, para darle color DequeDéque encontró su particular forma de expresión, que podría vincularse con el Pop Art.
1988 sería un año prolífico para DequeDéque. Ganaría el primer premio con sus carteles en los concursos “Dia Internacional de la Dona” y “Semana Santa de Gandía”. Asimismo, el grupo sería seleccionado para crear el cartel inaugural de la Segunda Bienal de Electrografía y Copy Art que se celebró en Valencia ese mismo año. También participarían en la Bienal con una instalación artística que llevaba al plano tridimensional las técnicas de electrografía que habían aplicado en sus carteles y trabajos hasta ese momento.
La instalación consistía en un salón comedor con diferentes muebles y accesorios (desde una radio o una mesa, hasta una cesta con tostadas o un plato lleno de pastas de té) completamente forrados con papeles que presentaban diferentes colores y estampados. Los estampados de estos papeles se habían logrado fotocopiando principalmente alimentos como cebollas, puerros o pan y galletas y ampliando las imágenes obtenidas hasta conseguir un efecto granulado. Las piezas expuestas en esta instalación pasarían a formar parte de la colección del Museo Internacional de Electrografía de Cuenca.
Esta experimentación con el formato tridimensional la veíamos previamente en el trabajo que creó DequeDéque para la exposición colectiva de la Librería Railowski, donde expuso un libro encuadernado con el mismo tipo de estampados coloridos logrados a partir de la ampliación y yuxtaposición de imágenes fotocopiadas.
Esta trayectoria de electrografía llevada al plano tridimensional culmina en la obra que presenta el grupo DequeDéque en la Feria-Taller “Summer-Atelier” (Hannover, Alemania) en agosto de 1990. En esta ocasión el grupo forró por completo un coche, haciendo uso de la misma técnica que venía desarrollando hasta entonces. Este mismo año el grupo DequeDéque se disuelve y sus integrantes inician carreras independientes dentro del mundo del arte y del diseño gráfico.

## Exposiciones y Seminarios
- Inter-Arte 88. Valencia, 1988.
- Librería Railowski. Valencia, junio de 1988.
- Colectiva en Caixa de Pensions. Barcelona, 1989.
- Bienal Internacional de Electrografía y Copy-Art. Valencia, 1988.
- Seminario impartido sobre Creación de volúmenes en técnica electrográfica. Centro de Iniciativas y Experientación para Jóvenes, Fundación Caixa de Pensions de Barcelona. 1989.
- Feria-Taller: Summer-Attelier. Hannover (Alemania), agosto de 1990.
- Obra expuesta permanentemente en el Museo de Arte electrográfico de Cuenca.
- Artistas y máquinas. Ivam, Centro del Carmen, diciembre de 2021.[4]

## Premios
- Primer premio: cartel del “Dia Internacional de la Dona”, 1988,  Conselleria de Cultura, Educació i Ciència de la Generalitat Valenciana.
- Primer premio: cartel “Semana Santa de Gandía”. Enero de 1989.
- Cartel finalista: “Carnaval-88”. Alicante. 1988.
- Cartel finalista: “Ideas”, Telefónica. 1990.